# Remeteszeg
Remeteszeg (románul Remetea) falu Romániában, Erdélyben, Maros megyében. Közigazgatásilag Marosvásárhelyhez tartozik, ma már összenőtt a várossal. Először 1567-ben említik Remete néven. A falutól északnyugatra fekvő Bese egy későbbi település, amelyet 1953-ban csatoltak Remeteszeghez.

## Fekvése
A Maros jobb partján fekszik, 340 m-es tengerszint feletti magasságban, Marosvásárhely központjától 3 km-re északnyugatra.